# Philodromus diablae
Espèce
Synonymes
- Philodromus gertschi diablae Schick, 1965

Philodromus diablae est une espèce d'araignées aranéomorphes de la famille des Philodromidae.

## Distribution
Cette espèce est endémique de Californie aux États-Unis,. Elle se rencontre sur le mont Diablo.

## Description
Le mâle holotype mesure 3,5 mm et la femelle 4,5 mm.

## Étymologie
Son nom d'espèce lui a été donné en référence au lieu de sa découverte, le mont Diablo.

## Publication originale
- Schick, 1965 : The crab spiders of California (Araneida, Thomisidae). Bulletin of the American Museum of Natural History, no 129, p. 1-180 (texte intégral).